# グスタフ5世 (スウェーデン王)
グスタフ5世（Gustaf V, Oscar Gustaf Adolf Bernadotte, 1858年6月16日 - 1950年10月29日）は、スウェーデン・ベルナドッテ王朝の第5代国王（在位：1907年 - 1950年）。前国王オスカル2世の子。母はナッサウ公ヴィルヘルムの娘ソフィア（ルクセンブルク大公アドルフの異母妹）。

## 生涯
即位した当時は帝国主義時代の真っ盛りであった。膨張を続けるドイツと汎スラヴ主義を露わにしたロシアとの対立は避けられぬものとなり、1914年に第一次世界大戦が勃発する。スウェーデンは伝統的な中立政策（武装中立）を宣言し、12月18日、グスタフ5世は隣国ノルウェーのホーコン7世、デンマークのクリスチャン10世をマルメに招き、三国国王会議を開いて中立政策の維持を表明する。この中立宣言は、第二次世界大戦前夜にも行なわれている。大戦中は連合国に海上封鎖を受けたり、ドイツ軍の攻撃も受けたが、何とか中立を守りきった。ただしフィンランドの独立後の内戦では、義勇軍の出兵を黙認した。
戦後中立政策を解いたスウェーデンは国際連盟に加入したが、国際連盟の国際情勢の危機に対する意志薄弱さに失望し、伝統的な中立政策に回帰していく。この中立政策は近隣諸国に対する冷徹さを浮き彫りにし、第二次世界大戦後に国内外で非難される事になる。
第二次世界大戦においてグスタフ5世は中立政策を強く推進し、他国への援助を一切拒否した。スウェーデンの社会民主党政権のペール・アルビン・ハンソン首相は、直ちに国民を総動員し、最終的に50万人の国民軍を編成し、中立維持の為に最後の一兵まで戦う決意を示した。ナチス・ドイツはスウェーデンに対し、様々な要求を突き付けたが、それでもグスタフ5世は、中立政策を貫いた。政府はこの後も中立違反ぎりぎりの政策を通したが、1944年に入り転機を迎え、ようやく連合国の要求を受け入れていく事になる。
しかし、スウェーデンは見かけほど中立であった訳ではなかった。多数の義勇兵が両陣営に参加しており、特にナチス・ドイツの武装親衛隊には100名ほどのスウェーデン人義勇兵が第5SS装甲師団と第11SS義勇装甲擲弾兵師団を中心に在籍していた。そのほかにも戦時中、反ナチスや亡命者、レジスタンスを受け入れ、またユダヤ人も保護するなどした。外務省は日本の和平交渉仲介も行い、スウェーデンの外交官ワレンバーグの活躍もあったのもこの頃である。グスタフ5世自身もナチスのホロコーストに対し非難・懸念の声明を行っている。ともあれ、スウェーデンは中立政策を維持できたのである。戦後スウェーデンは、北欧諸国に軍事同盟を持ちかけたが、これは成立しなかった。冷戦が始まると、北欧はノルディックバランスを構築する。
グスタフ5世は長寿だったが、その晩年は必ずしも幸福ではなかった。1947年1月に王位継承権第2位の孫グスタフ・アドルフを航空事故で亡くし、1948年9月に甥のフォルケ（ベルナドッテ伯）をパレスチナで失っている。グスタフ5世は、その2年後の1950年10月20日に92歳で崩御した。

## 私生活

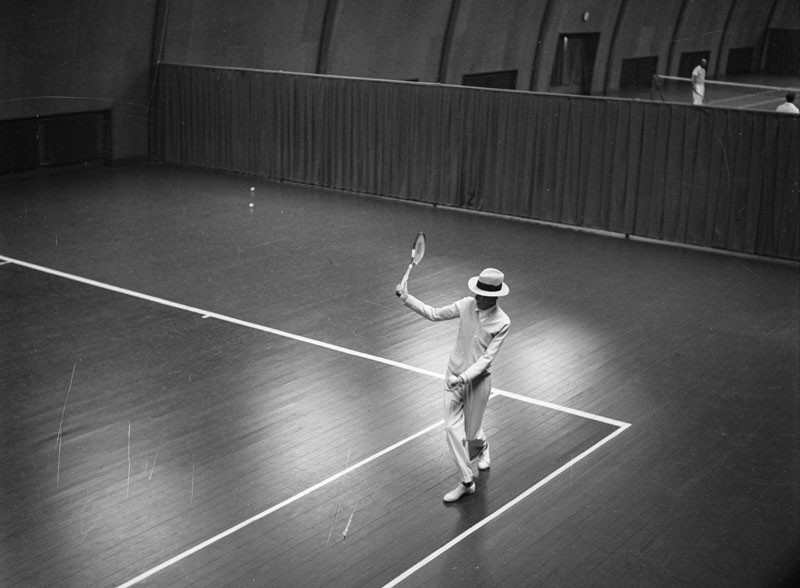
テニスに興じるグスタフ5世（1942年5月3日）

- 10代の頃から鼻眼鏡と先の尖った口髭を身に着けるようになり、亡くなるまでそのスタイルを貫いた。
- 1876年のイギリス留学を期に、大のテニス好きとなり、自らも選手として活躍するようになっただけでなく、帰国後に国内初となるテニスクラブを創設し、1936年には自身のクラブを立ち上げた。第二次世界大戦中は、ゲシュタポに逮捕されたジャン・ボロトラとゴットフリート・フォン・クラムへの寛大な処置をナチス政府に嘆願し続けていた。これらの功績もあって、死後の1980年に国際テニス殿堂入りを果たした。
- 第二次世界大戦中は、中立の立場を示した数少ない国王であったため、戦中・戦後も昭和天皇との間で、お互いの誕生日に祝電や答電の交換するなどの交流が続けられた。1951年に崩御した際には、新たに国王に即位したグスタフ6世アドルフが天皇に親書を送った[3]。
- 男色を好んだため、愛人の給仕人クルトにゆすられて、少なくとも170,000クローナにも及ぶ多額の金を支払っていた。1950年代にこの事実が明るみに出てスキャンダルになっている。